# Short Sperrin
Short SA.4 Sperrin (pojmenovaný po pohoří Sperrin v Severním Irsku) byl britský bombardér z počátku 50. let, vyrobený firmou Short Brothers z Belfastu. Poprvé vzlétl v roce 1951. Do sériové výroby nebyl přijat, protože v té době již byly dostupné modernější typy se šípovými křídly, jako např. Vickers Valiant. Dva vyrobené prototypy Sperrinu byly místo toho použity ke shromažďování výzkumných dat a pro zkoušky jiných technologií, například několika typů proudových motorů.

## Vývoj
V období po druhé světové válce britští představitelé vnímali potřebu nezávislé strategické bombardovací kapacity, neboť se nemohli spoléhat na americké strategické letectvo. Koncem roku 1948 předložil ministr letectví specifikaci B.35/46 na moderní proudový bombardér, který by se měl vyrovnat čemukoliv, co měl k dispozici Sovětský svaz nebo Američané. Přesné požadavky zahrnovaly hmotnost plně naloženého letounu pod 100 000 liber (45,36 t), dolet 1 500 námořních mil (2 778 km) rychlostí 500 uzlů (926 km/h) ve výšce 50 000 stop (15 240 m). Stroj měl být nenáročný na údržbu na zámořských základnách. Další podmínkou byla schopnost nést jadernou bombu vážící 10 000 liber (4 536 kg) o délce 30 stop (9,1 m) a obvodu 10 stop (3 m). Tato specifikace byla základem pro vývoj bombardérů třídy V (Valiant, Vulcan, Victor).
Nicméně ministr letectví souhlasil, že požadavky by mohly být nad možnosti britských výrobců letadel a navrhl záložní řešení ve formě dřívější specifikace B.14/46, která byla více konzervativní ve svých požadavcích. Za těchto podmínek byla s firmou Short uzavřena smlouva na dva prototypy a trenažér.
Konstrukce letadla měla více společného s typy z druhé světové války než s novějšími proudovými letadly. Stroj měl přímé křídlo, motory byly uloženy po dvou nad sebou v gondolách na křídle. Drak letounu byl vyroben hlavně z hliníkových slitin. Podvozek byl tříkolový, přední podvozková noha se zatahovala dozadu do trupu a hlavní kola do křídla směrem k trupu.
Posádka byla pětičlenná: pilot, druhý pilot, bombometčík, navigátor a radista, avšak pouze pilot měl vystřelovací sedadlo.

## Zkoušky

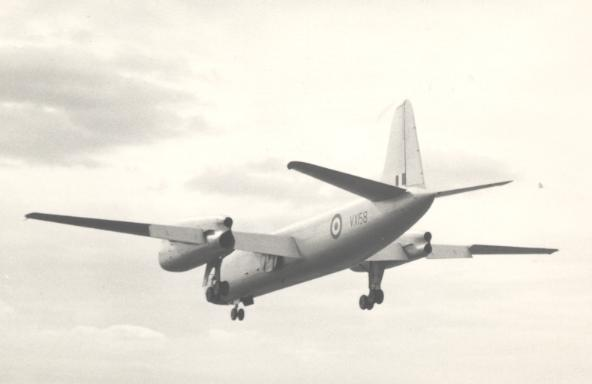
VX158 při přistávání ve Farnborough, září 1955

První prototyp VX158 poháněný čtyřmi motory Rolls-Royce Avon RA.2 s tahem 27 kN a pilotovaný Tomem Brooke-Smithem poprvé vzlétl 10. srpna 1951. Touto dobou padlo rozhodnutí objednat místo Sperrinu letouny Vickers Valiant, projekt byl zrušen a ministerstvo zásobování rozhodlo, že Sperrin bude sloužil jako pokusné letadlo. Práce na dvou prototypech pokračovaly a druhý prototyp VX161 vzlétl 12. srpna 1952 pilotovaný "Wally" Runcimanem, doprovázeným technikem pro zkušební lety Malcolmem Wildem. Stroj byl poháněn výkonnějšími motory Avon RA.3 s tahem 28,1 kN.
Tyto dva prototypy byly používány v různých výzkumných testech v 50. letech, např. VX158 byl použit jako létající zkušebna pro de Havilland Gyron - velký motor o tahu 66,7 kN. Gyron Gy1 nahradil nižší Avon v jedné gondole. Při prvním letu s tímto motorem 7. července 1955 byl VX158 pilotován Jockem Eassiem a Chrisem Beaumontem. Testování s touto asymetrickou motorovou konfigurací pokračovalo do března 1956, kdy byl jeden Gyron Gy1 nahrazen dvěma Gy2, každý z nich s tahem 89 kN. V Každé gondole byl uložen jeden pod původním Avonem RA.2.
První let VX158 s novou motorovou konfigurací se uskutečnil 26. června 1956, opět pilotovaný "Jockem" Eassiem a Chrisem Beaumontem. Během tohoto letu upadl vnější kryt podvozku; VX161 přelétl z Farnborough a jeho stejný kryt byl použit k opravě VX158. VX161 už nikdy nevzlétl a v roce 1957 byl v Sydenhamu sešrotován. VX158 byl v roce 1956 předveden na aerosalonu ve Farnborough se dvěma motory Avon a dvěma Gyrony, ale o šest měsíců později byl program Gyron přerušen a VX158 byl roku 1958 sešrotován v Hatfieldu.
Kromě jiných testů byl VX161 (který měl plně operační pumovnici) použit pro zkoušky betonových maket jaderné bomby Blue Danube a kluzákové pumy Blue Boar.

## Specifikace prvního prototypu(VX158)

### Všeobecná charakteristika

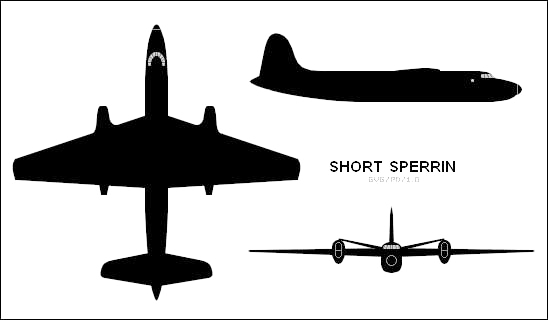
Short Sperrin

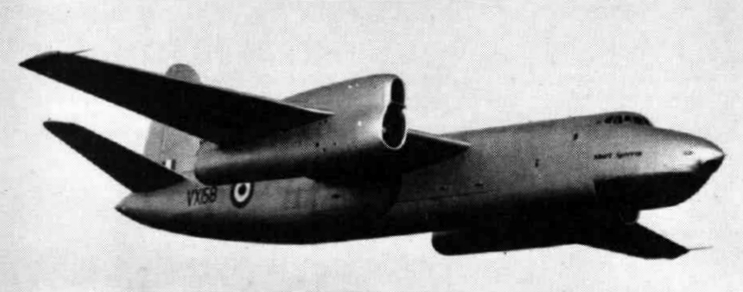
Short SA.4 Sperrin

- Posádka: 5 členů (pilot, druhý pilot, bombometčík, navigátor a radista)
- Délka: 31,14 m
- Rozpětí křídla: 33,2 m
- Výška: 8,69 m
- Plocha křídla: 176,2 m2
- Prázdná hmotnost: 33 000 kg
- Maximální vzletová hmotnost: 52 200 kg
- Motor: 4x proudový motor Rolls-Royce Avon, každý 27,2 kN

### Výkony
- Maximální rychlost: 912 km/h
- Dolet: 5 150 km
- Dostup: 13 700 m